# Медсестра червоного хреста
Медсестра червоного хреста (англ. The Red Cross Nurse) — американська короткометражна комедія 1918 року.

## У ролях
- Марі Дресслер — медсестра